# Witold Małkowski

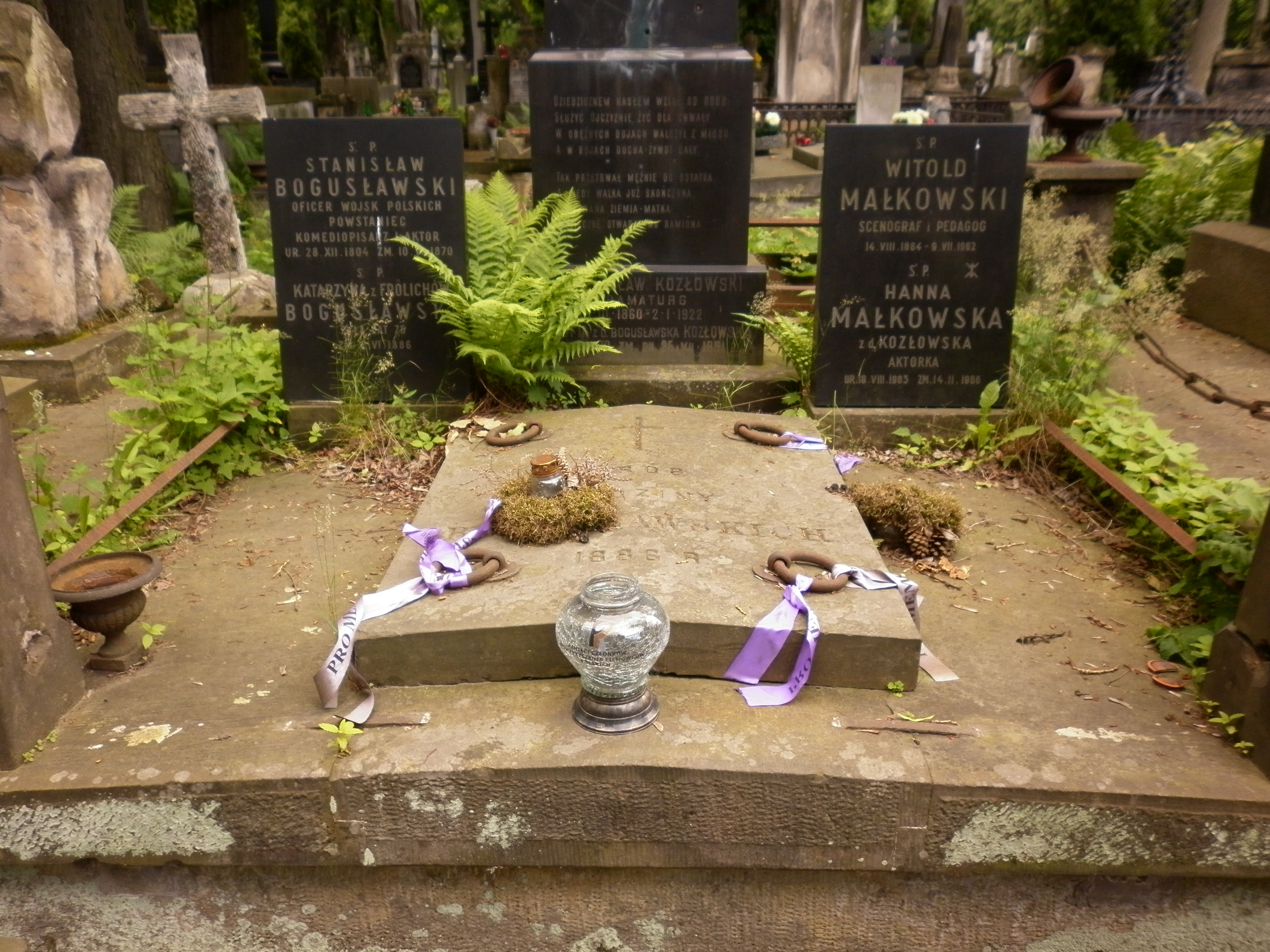
Grób literata Stanisława Bogusławskiego (1804-1870), literata Władysława Bogusławskiego (1839-1909), literata Stanisława Gabriela Kozłowskiego (1860-1922), aktorki Hanny Małkowskiej (1903-1986) i pedagoga i scenografa Witolda Małkowskiego (1884-1962) na cmentarzu Powązkowskim w Warszawie

Witold Małkowski (ur. 14 sierpnia 1884 w Lucernie, zm. 9 lipca 1962 w Łodzi) – polski malarz, scenograf i nauczyciel.

## Życiorys
Od wczesnego dzieciństwa fascynował go teatr. Po ukończeniu w 1903 krakowskiego Gimnazjum im. Jana III Sobieskiego wyjechał do Monachium, gdzie studiował architekturę. Szczególną uwagę przykładał do budowy obiektów teatralnych i to było tematem obronionej przez niego w 1908 pracy dyplomowej. W Monachium poznał Maxa Littmanna, na Akademii Sztuk Pięknych studiował malarstwo, był słuchaczem szkoły dramatycznej Ernsta von Possarta. Po ukończeniu studiów przebywał w Paryżu i Moskwie, gdzie zapoznawał się z techniką urządzeń wyposażenia teatru i urządzenia zaplecza. W 1909 powrócił do Krakowa, gdzie zajmował się konserwacją zabytków i architekturą wnętrz, w drugiej połowie roku pracował przy budowie obiektów wystawowych w Częstochowie. Podczas tego pobytu miał pierwszą możliwość zaprojektowania dekoracji dla teatru Marii Przybyłko-Potockiej. Po powrocie do Krakowa pracował na Wawelu jako konserwator zabytków. W 1914 wstąpił do Legionów Polskich, służył w 3 szwadronie II Brygady, podczas służby był wziętym karykaturzystą. W 1919 zamieszkał w Warszawie i współpracował z Teatrem Reduta, w sezonie 1920/1921 współpracował z Teatrem Praskim jako scenograf. Od 1921 na dwa sezony powrócił do Reduty, w 1922 rozpoczął pracę jako wykładowca w Instytucie Reduty, Państwowej Szkole Dramatycznej i Szkole Instruktorskiej Związku Teatrów Ludowych. Napisał podręcznik dla teatrów amatorskich, pisał felietony dla „Teatru Ludowego”. W sezonie 1923/1924 opracowywał scenografię dla Teatru im. Aleksandra Fredry, a 1925/1926 pełnił funkcję naczelnego scenografa Zjednoczonych Teatrów Pomorskich. W 1926/1927 był scenografem Teatru Miejskiego w Toruniu, w 1927 wyjechał do Wilna, gdzie zajmował się architekturą. W sezonie 1929/1930 pracował jako scenograf wileńskich teatrów miejskich. Od 1930 do wybuchu II wojny światowej był scenografem w Teatrze Ziemi Pomorskiej w Toruniu. Od września 1939 przebywał w Warszawie gdzie, prowadził tajne nauczanie gry aktorskiej.
W październiku 1944 resort kultury PKWN zlecił mu i jego żonie kierowanie studium dramatycznym stworzonym przy zespole amatorskim Fredreum w Przemyślu. Latem 1945 powrócił do Warszawy i zorganizował również wraz z żoną Liceum Teatralne w pobliskim Grodzisku Mazowieckim. Szkoła później została przeniesiona do Świdra a następnie do stolicy i otwarta jako Państwowe Liceum Techniki Teatralnej. Prowadził w niej zajęcia do 1951. W tym czasie dorywczo był scenografem, w 1951 w Teatrze im. Stefana Żeromskiego w Kielcach, a w 1953 w Teatrze Ziemi Łódzkiej. W latach 1952–1954 wykładał w Państwowej Wyższej Szkole Aktorskiej w Łodzi. W 1954 przeszedł na emeryturę.
Po śmierci został pochowany na cmentarzu Powązkowskim w Warszawie (kwatera 25-3-10/11).

### Małżeństwa
Był trzykrotnie żonaty. Po zmianie wyznania na ewangelicko-reformowane i otrzymaniu rozwodu w 1922 poślubił w tym samym roku w kościele ewangelicko-reformowanym w Warszawie Wandę z Tatarkiewiczów (1891-1972) aktorkę i reżyserkę radiową. Po rozwodzie z nią poślubił Hannę Małkowską (1903-1986).